# 3759 Пііронен
3759 Пііронен (3759 Piironen) — астероїд головного поясу, відкритий 8 січня 1984 року.
Тіссеранів параметр щодо Юпітера — 3,312.